# Hada
Hada är ett släkte av fjärilar som beskrevs av Gustaf Johan Billberg 1820. Hada ingår i familjen nattflyn, Noctuidae.

## Dottertaxa tillHada, i alfabetisk ordning[1][2]
- Hada alpina Draudt, 1950
- Hada aplectoides Draudt, 1950
- Hada bryoptera Püngeler, 1900
- Hada calberlai Staudinger, 1883
- Hada carminea Dognin, 1912
- Hada ciocolatina Draudt, 1924
- Hada conifera Dyar, 1913
- Hada consectatrix Draudt, 1924
- Hada deliciosa Alphéraky, 1892
- Hada draudti Wagner, 1936
- Hada extrita Staudinger, 1888
  - Hada extrita glacialis Boursin, 1964
- Hada hampsoni Varga, 1974
- Hada hofmanni Köhler, 1959
- Hada honeyi Plante, 1982
- Hada hospita Bang-Haas, 1912
- Hada lurida Alphéraky, 1892
- Hada meraca Püngeler, 1906
- Hada montana Leech, 1900
- Hada orientalis Alphéraky, 1882
  - Hada orientalis melanographa Varga, 1973
- Hada persa Alphéraky, 1897
- Hada plebeja Linnaeus, 1761, Tandlundfly
  - Hada plebeja latenai Pierret, 1837
  - Hada plebeja reducta Rebel & Zerny, 1932
  - Hada plebeja sultana Schwingenschuss, 1938
- Hada plumbica Köhler, 1959
- Hada plumbifusa Draudt, 1924
- Hada proxima Hübner, 1827, Enligt Dyntaxa, synonym till Lasionhada proxima
  - Hada proxima cana Evans, 1841
  - Hada proxima nevadensis Reisser, 1926
- Hada radiata Köhler, 1966
- Hada santacrucensis Köhler, 1959
- Hada scurrilis Draudt, 1924
- Hada sutrina Grote, 1881
- Hada tenebra Hampson, 1903
- Hada verdinigra Köhler, 1947
- Hada vulpecula Brandt, 1938
- Hada wittmeri Köhler, 1947

## Bildgalleri

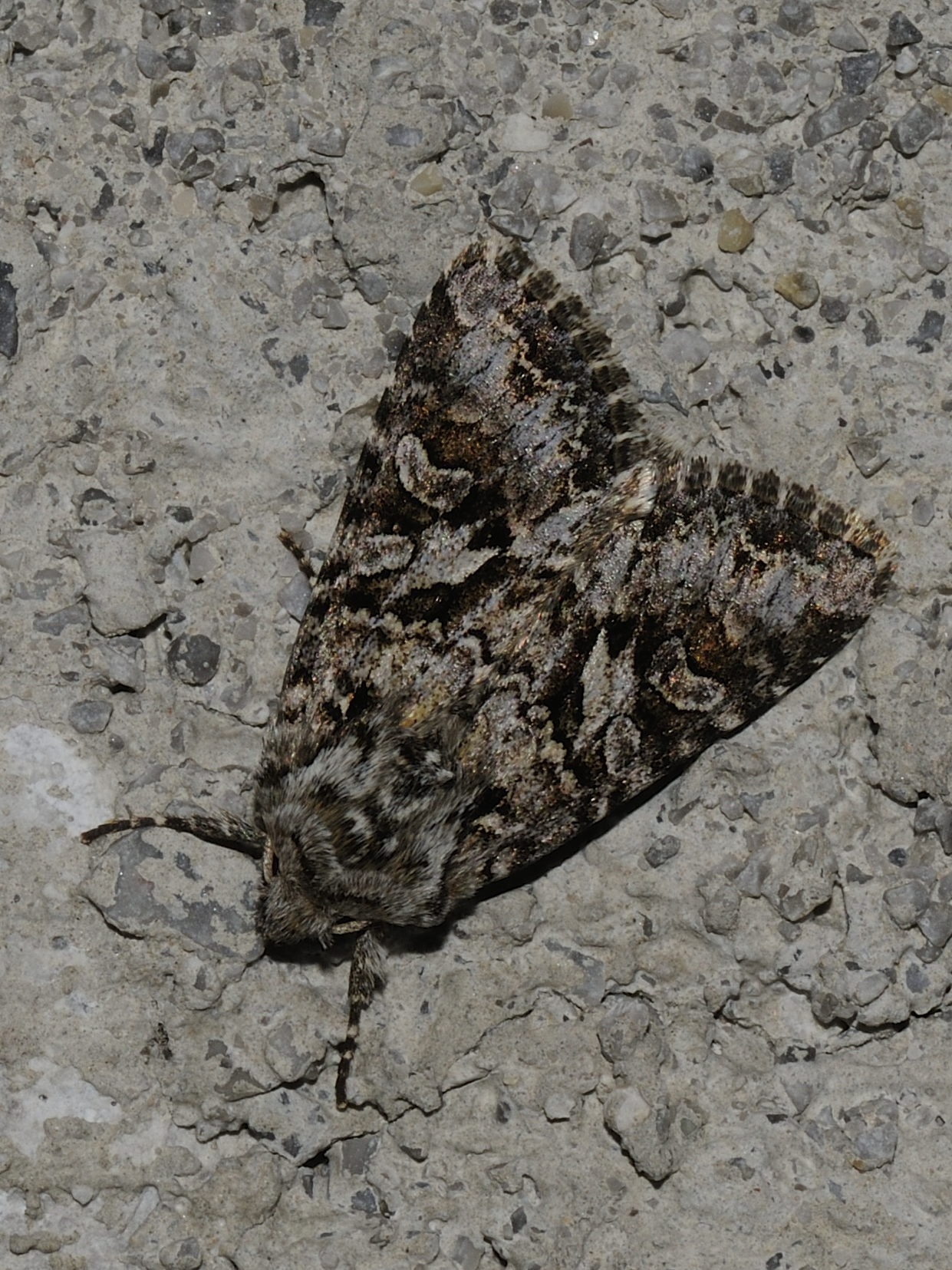
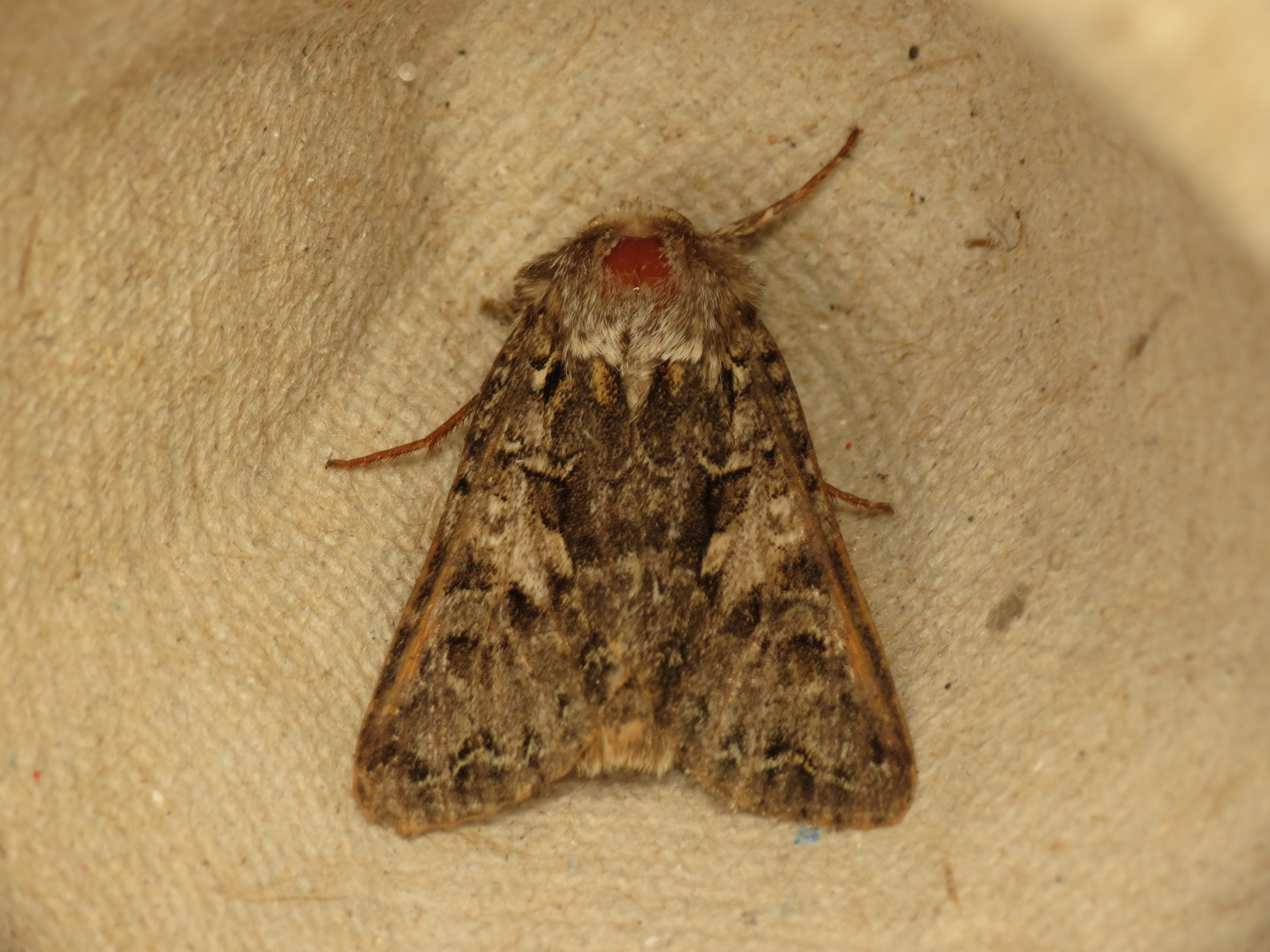
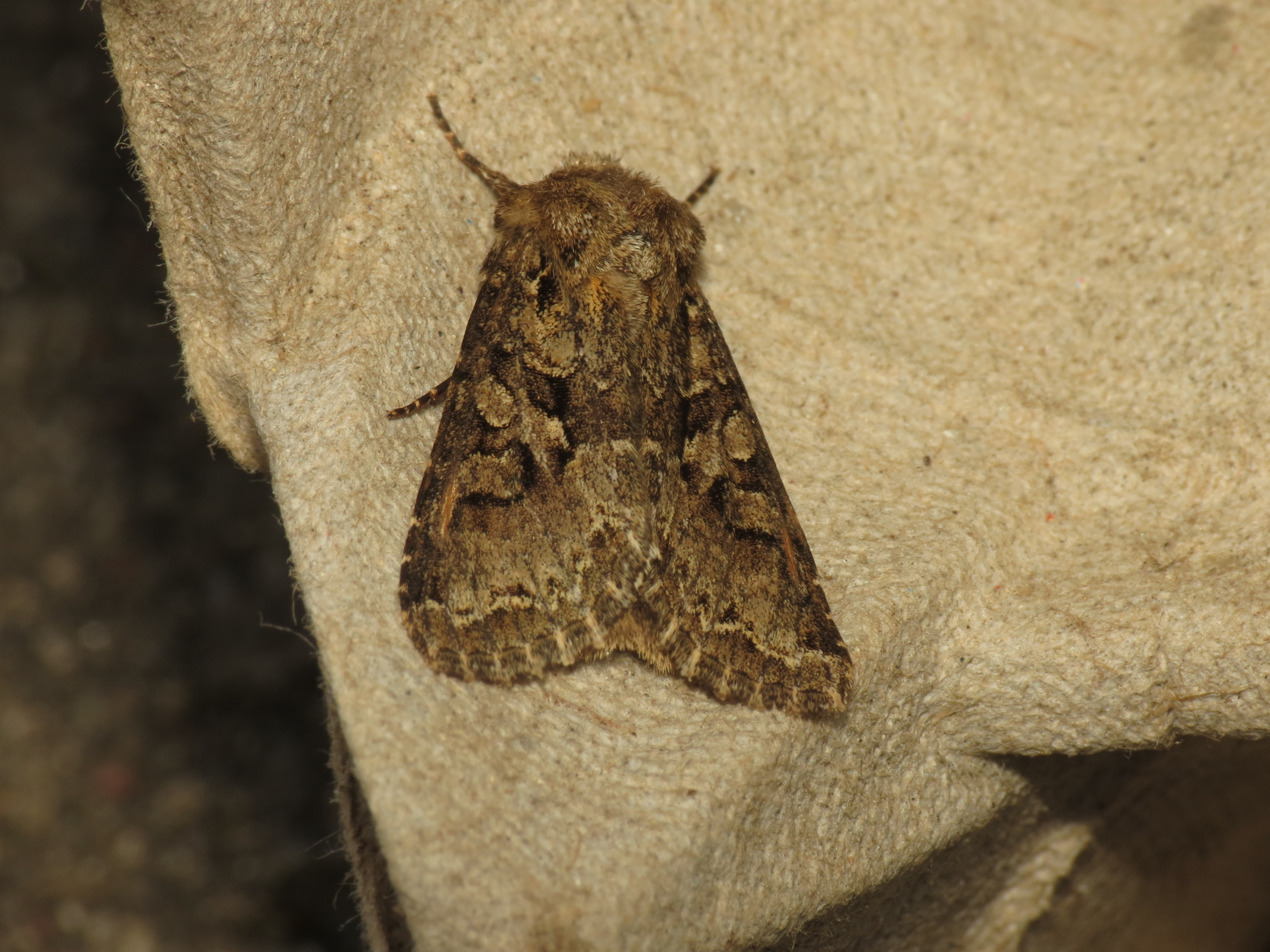
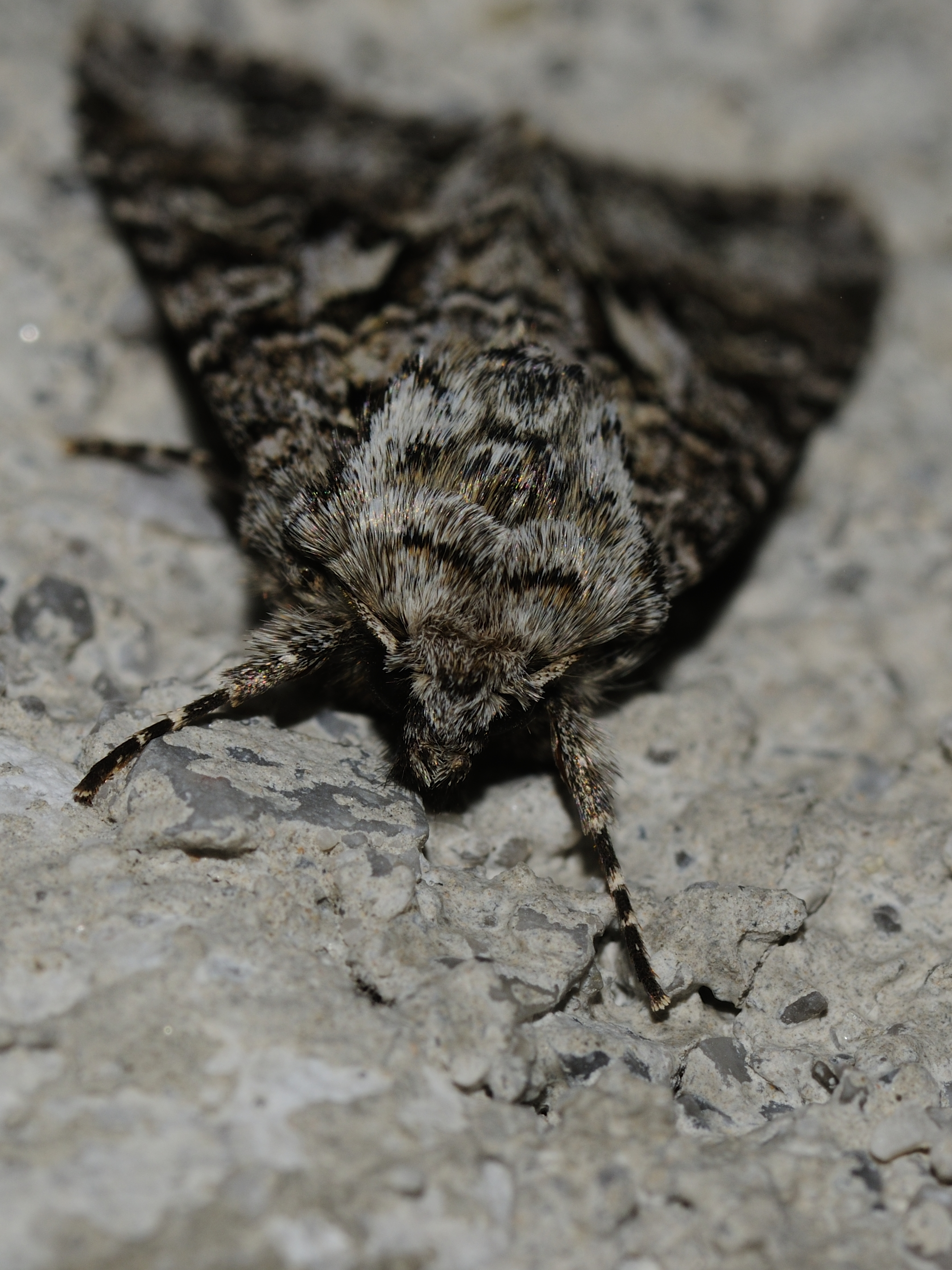
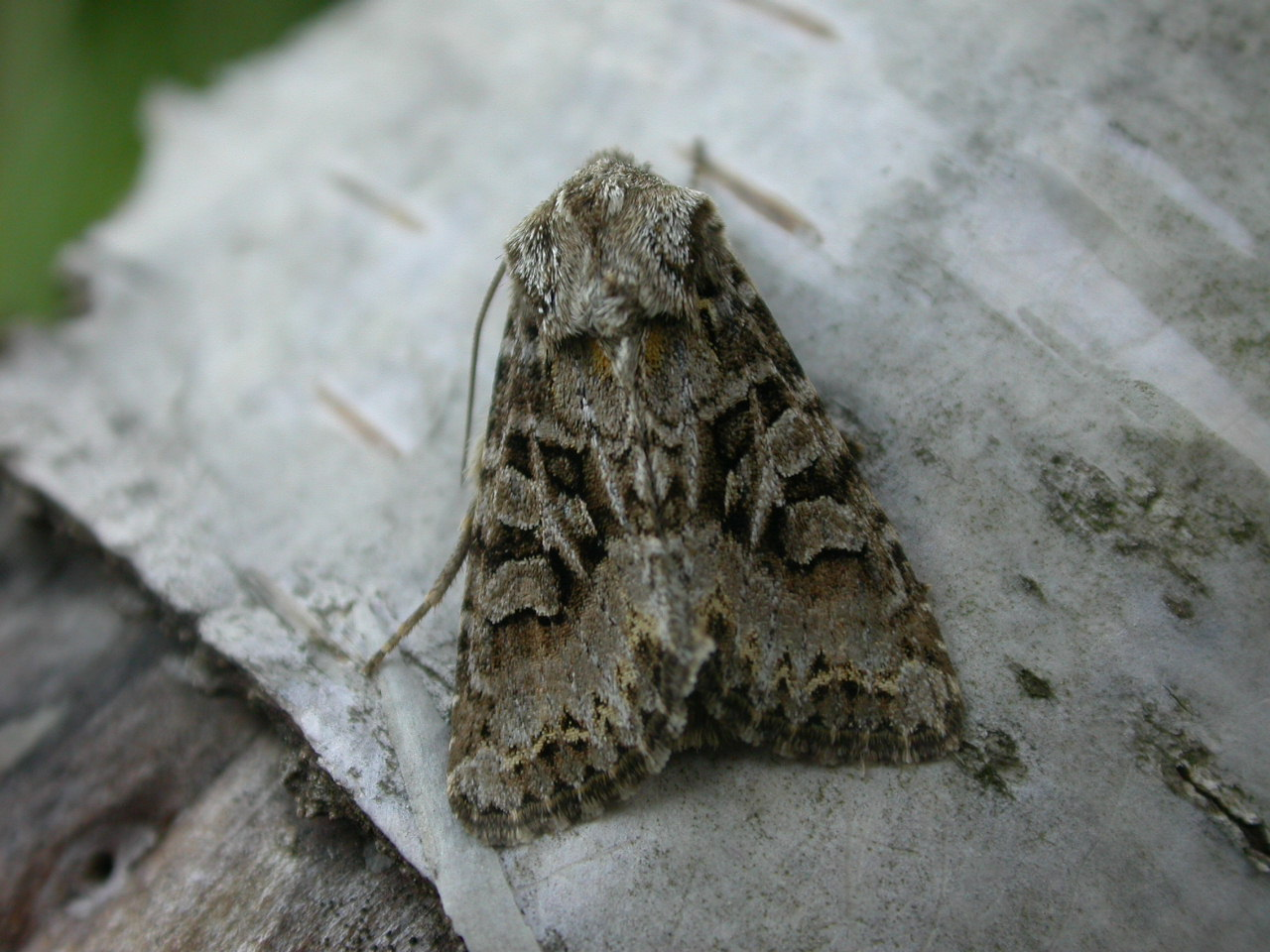
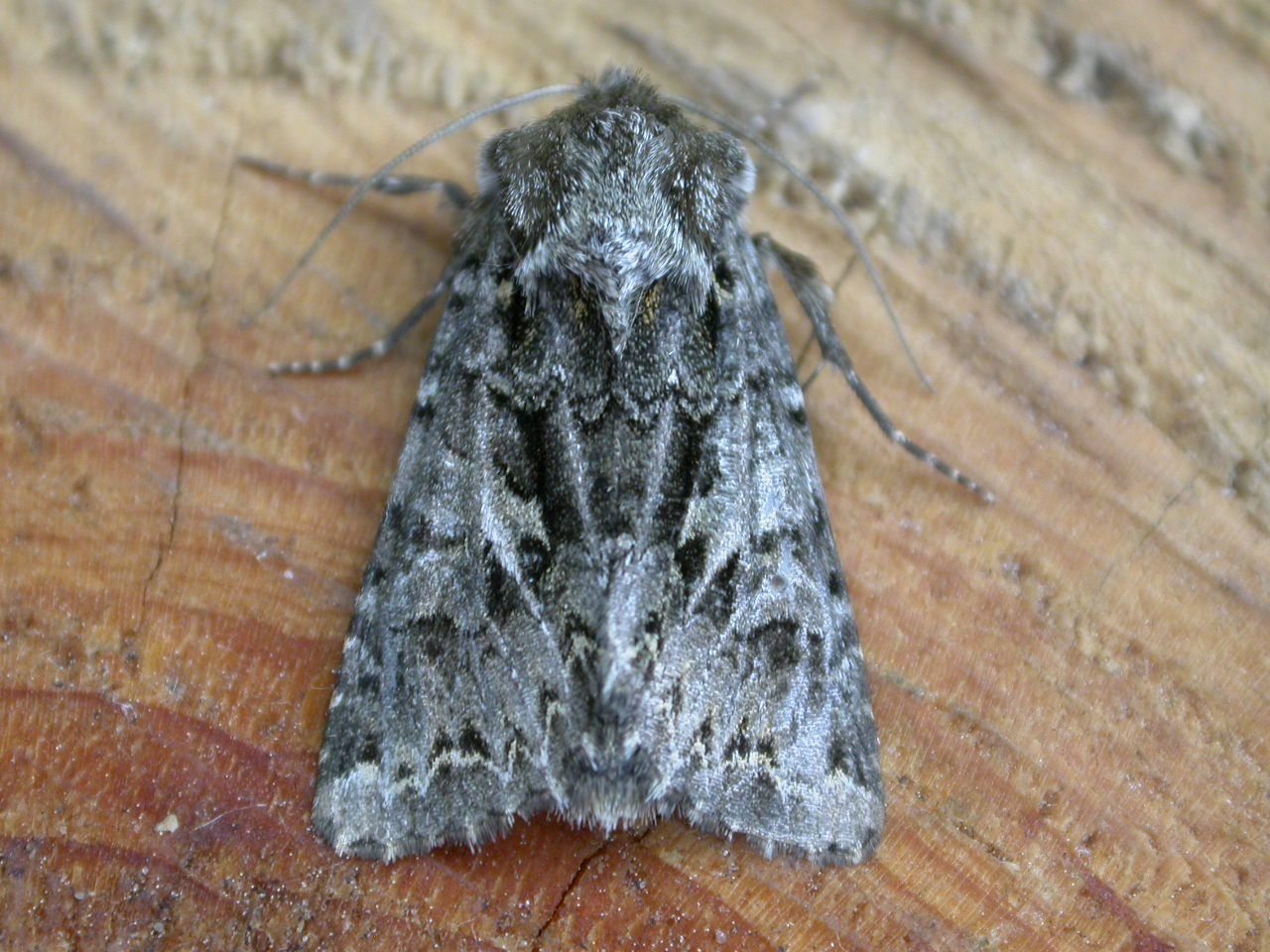